# Ahmed I
Ahmed I (în turca otomană: احمد اول Aḥmed-i evvel; n. 18 aprilie 1590, Manisa, Imperiul Otoman – d. 22 noiembrie 1617, Constantinopol, Imperiul Otoman) a fost sultanul Imperiului Otoman din anul 1603. Ahmed I a  venit la tron după tatăl său, Mehmed al III-lea, pe data de 22 decembrie 1603.

## Biografie
Odată cu accederea sa la tron, Ahmed I a arătat că este încrezut în sine și independent. În timpul ceremoniei de urcare pe tron, el însuși și-a încins la brâu sabia strămoșului său Osman Gazi (1258-1326) și nu a așteptat ca vizirii să-l așeze pe tron, ci s-a așezat singur fără nicio ezitare.
La începutul domniei lui Ahmed I, Imperiul Otoman era în război cu Austria (Războiul cel Lung) și cu Iran (Războiul perso-otoman 1603-1618). În plus, continua răscoala Jalal în Anatolia, care era începută încă pe timpurile lui Mehmet III (1566-1603); rebelii erau conduși de Mehmet Callander-Oglu și controlau o bună parte de teritorii. După mulți ani de luptă, rebeliunea a fost reprimată brutal, pentru suprimarea răscoalei fiind trimis Kuyucu Murad Pașa (1535-1611), cel care în anul 1606 a devenit Mare Vizir al Imperiului Otoman.

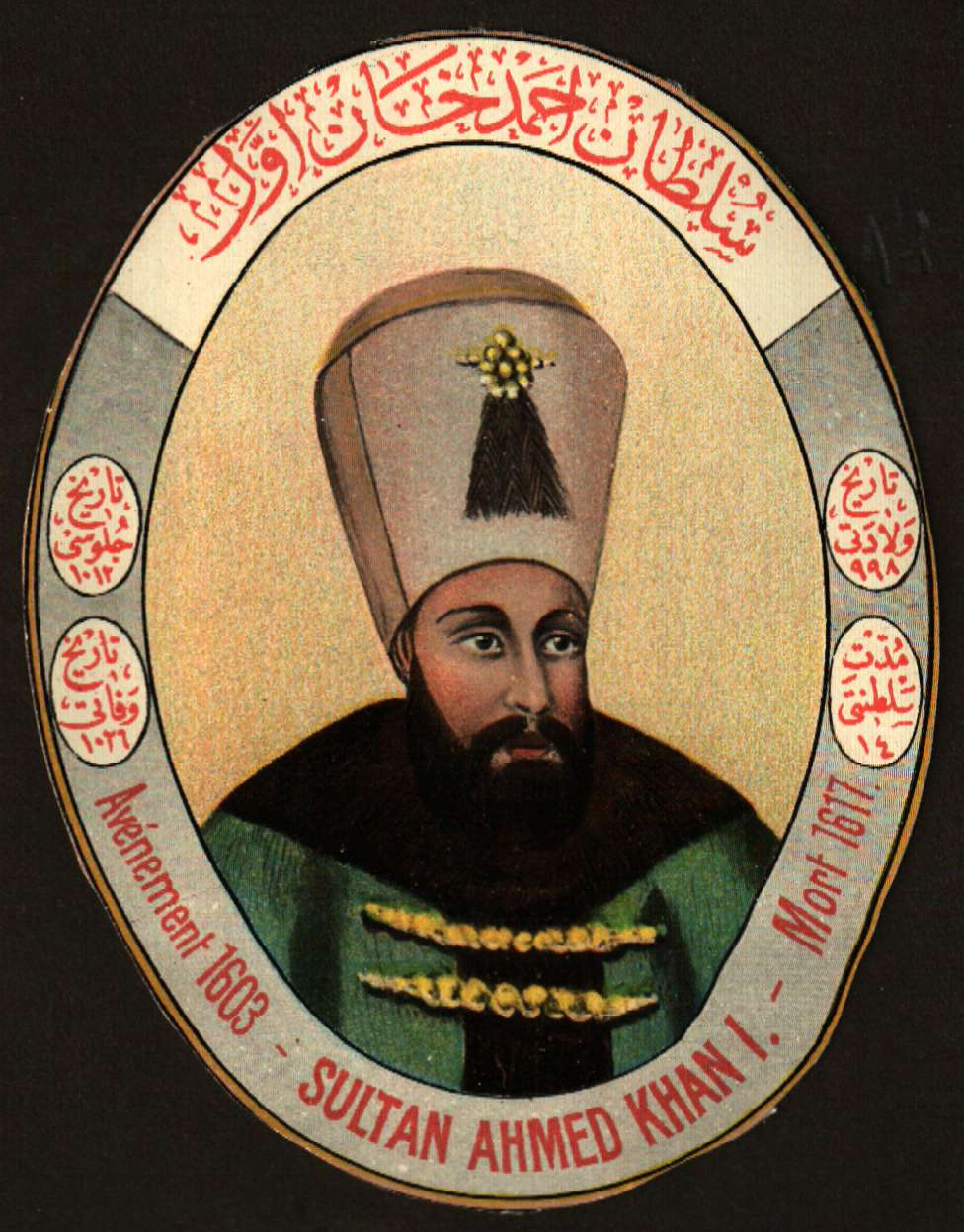
Sultanul Ahmed I

Profitând de retragerea armatei otomane după înăbușirea răscoalei, șahul persan Abbas I (1571-1629) a expulzat garnizoanele otomane din Azerbaidjan, Georgia și alte teritorii cedate în temeiului Acordului de la Istanbul din 1590. Ulterior Abbas I i-a înfrânt în mai multe lupte pe turci, care voiau să recâștige teritoriile pierdute. Mai mult decât atât, printre funcționarii de stat erau și unii care voiau să încheie un armistițiu cu Iranul. Pe acești funcționari îi conducea Marele Vizir Gümülcineli Damat Nasuh Pașa. În 1612 turcii au recunoscut cuceririle lui Abbas I. Înainte de ratificarea acordului, doi prinți georgieni i-au cerut sultanului protecție. Acest fapt l-a făcut pe Abbas I să reacționeze, ceea ce turcii au socotit ca o încălcare a armistițiului. În 1614 a fost executat Nasuh Pașa pentru că era susținător al armistițiului cu Persia, iar Mare Vizir a devenit Öküz Mehmed Pașa. În 1616 Marele Vizir a început asediul orașului Erevan, dar care s-a soldat cu eșec, deși a avut, după sursele otomane, 100.000 mii de ostași împotriva a 60.000 mii de perși, fapt după care Mehmed Pașa a fost demis.
În timpul războiului cu Austria, Ahmed I a condus personal oastea otomană în campania din anul 1605, care s-a soldat cu cucerirea cetății din Esztergom, pe 3 octombrie 1605, însă Revolta Jalal și mișcarea națională de eliberare din Porto Levante, i-a forțat pe turci să negocieze cu Habsburgii. Pe 11 noiembrie 1606, a fost semnat armistițiul de la Zhitvatorok, potrivit căruia turcii renunță să mai ceară tribut anual de la Austria și se recunoaște titlul imperial al Austriei.
Unul dintre Marii Viziri ai Imperiului Otoman, la începutul domniei lui Ahmed I, era Derviș Mehmed-Pașa. Acesta se născuse în Bosnia și avea funcția de îngrijitor al tânărului Ahmed. În 1603, când Ahmed a devenit sultan, Derviș a devenit gardian al camerelor sultanului, iar mai apoi Kapudan Pașa. La acel moment mama lui Ahmed, Handan Sultan (1574-1605), a încercat să îl influențeze pe fiul său și să meargă împotriva lui Derviș Pașa (1560-1603). Dar, în 1605 Handan Sultan moare, iar Derviș Pașa își mărește influența asupra sultanului. În curând, se stârnește un conflict între Sokolluzade Lala Mehmed Pașa (?-1606) și Derviș Pașa în urma căruia Mehmed Pașa a fost trimis să înăbușe Revolta Jalal. Șeyhülislam Sunullah Efendi a fost demis din funcție din cauză că el încerca să-i arate sultanului adevăratul scop al Marelui Vizir, dar el rămâne totuși în Istanbul. Însă toate deciziile luate de către Derviș Pașa au dus la nemulțumirea poporului și la ura lui Ahmed I. Încercarea de a lua impozite de la țărani din cauza balcoanelor caselor a înrăutățit situația și mai tare. Până la urmă Ahmed I a aflat că Derviș Pașa „vrea să-l ucidă”. Pe 11 decembrie 1606 la Consiliul Divanului, Derviș Pașa a fost executat la ordinul sultanului.
Ahmed I este primul sultan care se interesează de treburile statului după anul 1566. În scrisoarea adresată regelui polonez Zygmunt III Waza (1566-1632), în anul 1612, Ahmed I menționează: „Sultan Ahmed-Han, Binecuvântat, fiul Marelui Dumnezeu, Împăratul tuturor turcilor, grecilor, vavilonianilor, macedonienilor, sarmaților, Stăpânul Marelui și Micului Egipt, Alexandriei, Indiei și tuturor popoarelor, Prinț și Monarh, Domn și fiul a lui Mahomed, Apărătorul Sfintei Grote A Celui de Sus, Regele tuturor regilor și Prințul tuturor prinților, Prințul și Moștenitorul tuturor moștenitorilor”.
O mare influență asupra sultanului a avut-o soția sa, Kösem Sultan (1590-1651). În 1604 în haremul lui Ahmed I a apărut o nouă slujnică pe numele Anastasia, de origine greacă, fiica unui preot creștin de pe insula Tinos din Marea Egee. Turcii au vândut-o la târgul de robi. Ea era prima slujnică din grupa slujnicelor din haremul lui Ahmed I, de aceea el a numit-o Kösem - „căpetenia tribului”. Se mai cunoaște încă o variantă a numelui Mahpeyker. Kösem a devenit favorita sultanului, iar Mahfiruz (1590-1620) a fost trimisă în Eski Saray (Palatul Vechi). Osman al II-lea (1604-1622), fiul lui Mahfiruz, a rămas în Palatul Topkapi, iar Kösem Sultan avea grijă de el. Ocupația lui preferată era să meargă prin oraș cu Kösem Sultan în caretă și să arunce bani oamenilor. Ahmed I era foarte atașat de Kösem Sultan. 

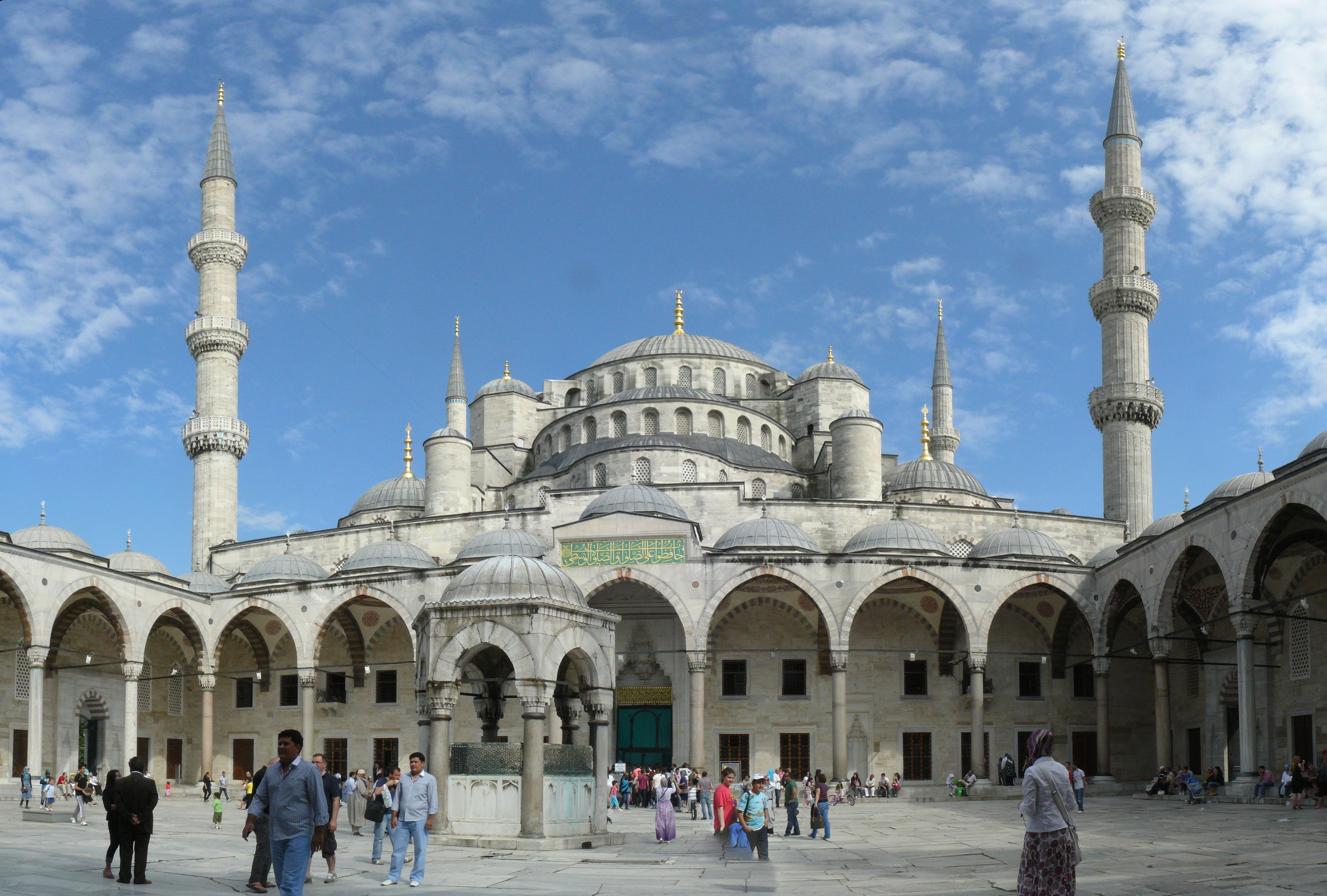
Moscheea Albastră din Istanbul

Încă din copilărie, Ahmed I confecționa inele, pe care le putea îmbrăca pe degetul mare ca să-i fie mai ușor să tragă din arc. De la începutul domniei sale, sultanului îi era frică de fratele său mai mic Mustafa (1592-1639), care era închis în Kafes. Diplomatul Contarini a scris, în 1612, că sultanul a dat două ordine pentru sugrumarea pe Mustafa I, însă în ambele cazuri și-a schimbat decizia. În primul caz l-au oprit durerile acute de stomac, iar în al doilea caz pe sultan l-a speriat mult furtuna al cărei centru era Palatul Topkapî. Contarini credea că salvarea lui Mustafa I este datorată lui Kösem Sultan.
În timpul domniei lui Ahmed I a fost construită Moscheea Albastră din Istanbul (Sultan Ahmet Camii). Însuși sultanul a primit împuterniciri când a stins un incendiu în anul 1606. În plus, el se îngrijora de starea materială a poporului, de aceea el a rămas în amintiri ca unul dintre cei mai de seamă sultani ai Imperiului Otoman.
Ahmed I a murit de tifos în anul 1617 și a fost înmormântat într-un mausoleu de lângă Moscheea Albastră din Istanbul.

## Familie

### Soții
- Kösem Sultan
- Mahfiruz Hatice Sultan
- Gülbahar Sultan

### Copii

#### Băieți
- Osman II (1604-1622; mamă, Mahfiruz Hatice Sultan)
- Șehzade Mehmet (1605-1621; mamă Kösem Sultan)
- Murad IV (1612-1640; mamă, Kösem Sultan)
- Șehzade Baiazid (1612-1635; mamă, Fatma Hatun)
- Șehzade Kasim (1614-1638; mamă, Kösem Sultan)
- Ibrahim I (1615–1648; mamă, Kösem Sultan)

#### Fete
- Ayșe Sultan (1605-1657; mamă, Kösem Sultan)
- Fatma Sultan (1606-1670; mamă, Kösem Sultan)
- Gevherhan Sultan (1608-1660; mamă, Mahfirize Sultan)
- Hanzade Sultan (1609-1650; mamă, Kösem Sultan)
- Atike Sultan (1614-1670; mamă, Kösem Sultan)
- Cemre Sultan (1616-1620; mamă, Kösem Sultan)

## În cultură
În serialul „Mahpeyker” (2010) rolul sultanului a fost jucat de către Gökham Mumcu. În serialul „Muhteșem Yüzyıl Kösem” (2015) rolul sultanului este jucat de către Ekin Koç.